# Shuiji (socken i Kina)
Shuiji (kinesiska: 水集街道, 水集) är en socken i Kina. Den ligger i provinsen Shandong, i den östra delen av landet, omkring 310 kilometer öster om provinshuvudstaden Jinan. Antalet invånare är 139 808. Befolkningen består av 69 210 kvinnor och 70 598 män. Barn under 15 år utgör 16,0 %, vuxna 15-64 år 76 %, och äldre över 65 år 7,0 %.
Genomsnittlig årsnederbörd är 784 millimeter. Den regnigaste månaden är juli, med i genomsnitt 259 mm nederbörd, och den torraste är januari, med 12 mm nederbörd.